# Pausaniás (král Sparty)
Pausaniás (starořecky Παυσάνιας) byl král Sparty od roku 409 př. n. l. do roku 394 př. n. l. Patřil do královské rodiny Agiovců.
Otcem Pausania byl Pleistoanax z rodu Agiovců (starořecky Δυναστεία Αγιαδών). Vládl spolu s Agidem II. pocházejícím z rodu Eurypontovců (starořecky Δυναστεία Ευρυποντιδών) od roku 409 př. n. l. do roku 398 př. n. l. a pak s jeho bratrem Agésilaem II. od roku 398 př. n. l. do roku 394 př. n. l.
Pausaniás vládl v době historických událostí pro Spartu se zpočátku vyvíjejících příznivě, ale na konci jeho vlády Sparta zaznamenala mocenský úpadek. V roce 404 př. n. l. skončila dlouhá peloponéská válka trvající sedmadvacet let, kdy spartský vojevůdce Lysandros od moře a král Pausaniás na pevnině obklíčili Athény a donutili tento městský stát kapitulovat. Lysandros přijal aténské posly a oznámil jim rozkaz srovnat se zemí aténské vnější opevnění a hradby přístavu Pireus. Aténské loďstvo s výjimkou dvanácti lodí dostala Sparta a Athény musely změnit ústavu, aby podle slov Sparťanů nevládl dav, ale nejlepší muži. Athéňané na to zvolili třicet vybraných občanů a ti vešli do dějin jako vláda třiceti tyranů. Vyvolali všeobecný odpor ve kterém se znovu k moci dostali demokraté. Lysandros na to dorazil s vojskem do Atén, aby jim vnutil svou vůli na obnovení vlády tyranů. Dle nařízení eforů o vlastní vládě měl rozhodnout athénský lid. Sparta aby přinutila Lysandra respektovat rozkaz vyslala proti němu vojsko v čele s králem Pausaniem. Lysadros musel načas opustit politickou scénu.
V roce 404 př. n. l. zemřel v Perské říši Dareios II. a jeho synové Artaxerxes a Kýros se dostali do sporu o trůn. V tomto sporu se Sparťané přidali na Kýrovu stranu. Byzantský harmastés Klearchos najal 13 000 žoldnéřů z nichž většinu tvořili Sparťané. K rozhodující bitvě došlo v roce 401 př. n. l. u Kunax a Kýros v ní padl. Spartský zásah do boje o perský trůn měl dalekosáhlé následky, neboť vítězný Artaxerxes II. se za něj pomstil válkou která trvala od roku 399 př. n. l. do roku 394 př. n. l. a skončila námořní bitvou u Knidu, kde Sparta ztratila nejen své loďstvo ale i hegemonii na Egejském moři. Oslabení Sparty využili Thébané a později i její tradiční nepřátelé Megařané a Korinťané a tak v roce 395 př. n. l. vypukla tzv. korintská válka. Tažení proti Thébám vedl opět Lysandros, který v bitvě u Haliartu padl. Lysandros zaútočil svévolně, nepočkal na posily vojska krále Pausania a to se mu stalo osudným. Bitva tedy skončila neúspěchem a to byl důvod, že se ve Spartě eforové rozhodli Pausania i přes jeho nepřítomnosti odsoudit. Pausaniás se už domů nevrátil a svůj život dožil v exilu. Útočiště našel v Tegei a nějaký čas žil i v Perské říši. Zemřel kolem roku 380 př. n. l.